# Skive Idræts Klub
Skive IK er en dansk fodboldklub, som blev stiftet den 28. marts 1901 og spiller lige nu i 2. division . Holdet har en 4. plads i 1. division (sæsonen 2010/2011) som bedste resultat nogensinde.

## Historie
Klubben ligger i den midtjyske by Skive og har hjemmebane på Hancock Arena med plads til 10.000 tilskuere. Publikumsrekord blev sat 19. maj 1955 til en oprykningskamp mod Viborg FF (10.000 tilskuere).
Rasmus Würtz spillede i sine ungdomsår i Skive IK. Christian Lundberg kommer også fra klubben. I 2005 rykkede klubben op fra Danmarksserien som en suveræn vinder. Siden strøg man lige igennem 2. division. Som man tidligere også havde prøvet at ryge ned igennem. Skive fik som ny-oprykkere en flot 10. plads i 1. division trods at man fik en rigtig skidt start. Man måtte således helt hen i 12. runde før man fik sin første sejr. Den kom i hus efter man på hjemmebane mod FC Fredericia vendte et truende 0-2 nederlag til en sejr på 4-3.
Den 4. Maj 1971 spillede SIK mod Leicester City F.C. fra England. Leicester vandt kun kampen knebent med 1-0 på mål af Mike Stringfellow. Leicester rykkede samme år op i Englands bedste fodboldliga.
I samme periode spillede SIK også mod Hamburger SV og Hannover 96 fra Tyskland.
I 2004 kvalificerede SIK sig til kvartfinalen i den danske pokalturnering, trods en bundplacering i 2. division. De mødte FCK og tabte 2-0 på hjemmebane på to mål af Peter Møller i 2. halvleg.
I 2007 kvalificerede SIK sig endnu engang til kvartfinalen i samme turnering. Denne gang var det Esbjerg fB der kom på besøg. SIK tabte med 4-0.
I 2008 fik SIK revanche mod Esbjerg fB i pokalturneringen da lodtrækningen til 3. runde resulterede i at Esbjerg kom på besøg. SIK vandt kampen med 2-1 på 2 mål af Thomas Dalgaard. 4. runde blev dog endestationen for SIK da man på udebane mod Lyngby BK tabte med 5-2.
1. maj 2010 vandt Skive 2-0 på hjemmebane over Viborg FF. Det blev den første sejr over ærkerivalerne i 50 år.
Skives hidtil bedste resultat kom i 2010/2011-sæsonen da man via en 0-1 sejr ude mod Vejle Boldklub Kolding på sæsonens sidste spillerunde akkurat sluttede på en overraskende 4. plads i 1.division, foran Brønshøj Boldklub og FC Fredericia. Skives præstation betød bl.a. også at Skives anfører Martin Thomsen blev kåret som årets profil i 1. division.
I sæsonen 2012/2013 sluttede Skive under nedrykningsstregen i 1.division, hvilket resulterede i at klubben rykkede ned i 2.division vest. Som konsekvens af nedrykningen afbrød Skive IK og cheftræner Michael Hansen samarbejdet. Også 9 spillere forlod SIK. Assistenttræner Claus Madsen overtog det ledige trænersæde og skal forsøge at føre Skive tilbage op i 1.division.
Efter første halvdel af sæsonen 2013/14, gik Skive til vinterpause som ubesejret med et suverænt forspring på 9 point til nærmeste forfølger. Alligevel skulle et trænerskifte vise sig at blive nødvendigt. Cheftræner Claus Madsen måtte af personlige årsager trække sig. Ny cheftræner blev Jakob Michelsen. Claus Madsen forsatte sæsonen ud som assistenttræner.
Under Jakob Michelsens ledelse øgede Skive deres forspring og sluttede sæsonen på en historisk suveræn 1.plads. 22 point ned til 2.pladsen. Det til trods for at man i foråret tabte 3 kampe, de to af dem ganske vist først efter oprykningen var sikret. - Skive vendte tilbage til landets næstbedste række, NordicBet Ligaen fra sæsonen 2014/2015
Sæson 2019/20
Ligaen:
Skive IK startede sæsonen 19/20 ud som nedrykningsfavoritter, hvilket varede næsten hele sæsonen, indtil de med 3 runder igen sikrede sig automatisk overlevelse til næste sæsons NordicBet Liga. Skive lå næsten hele sæsonen over stregen trods skader til stamspillere som Mikkel Jespersen, Christoffer Østergaard og Mikkel Vendelbo efter vinterpausen og efter pausen grundet Covid-19. Skive klarede sig over alt forventning efter Corona-pausen, og med resultater som 1-2 ude mod Vejle BK og 1-0 mod FC Fredericia, kunne Skive IK altså sikre sig overlevelse med hele 3 runder igen, da Nykøbing FC, ikke længere kunne følge med Skive. Det stoppede dog ikke der, og med en hungren for at komme så højt op i tabellen som muligt, hvilket især er vigtigt i Skives position som den eneste deltidsprofessionelle klub i de 2 øverste divisioner i Danmark, da det vil sikre omkring 50.000 kr. ekstra for hver placering op i tabellen. Det tog Skive-truppen til sig og formåede på de sidste 5 spillerunder at skrabe 13 point til sig, hvilket gjorde Skive til det mest formstærke hold i slutningen af sæsonen. for at se, hvor gode Skive rent faktisk var i anden halvdel af sæsonen, skrabede de 27 point til sig selv i de sidste 15 kampe, hvilket er det 2. bedste i ligaen kun overgået af oprykkerne Vejle. Skive havde i sidste spillerunde en matematisk chance for at få en 4. plads, hvis de vandt over Vendsyssel, hvilket de gjorde med en 0-1 Sejr, men Vejle skulle også vinde over Fremad Amager, hvilket de ikke formåede, og derved endte skive altså på en fornem tangering af deres 16/17 sæson, hvor de fik en 5. plads
Pokalturneringen:
Skive havde i sæson 19/20 en særdeles eventyrlig pokalturnering, der startede i 1. runde på udebane mod Lystrup IF, denne kamp vandt Skive hele 16-1, da Lystrups 1. holdsspillere næsten alle meldte afbud grundet festival, derfor var Lystrup tvunget til at stille med en blanding af reserver og old boys. Dette gav også Skive rekorden for den største sejr nogensinde i den danske pokalturnering. i 2. runde trak Skive IK Middelfart på udebane og vendte hjem med en rolig 0-2 sejr.
Det bliver normalt rigtigt spændende i 3. runde af lodtrækningen, fordi der kommer Superliga-holdene nemlig med, og det blev især spændende for Skive som trak Brøndby IF. Skive IK har en gang før mødt Brøndby i pokalen, hvilket de tabte 0-3. Denne gang skulle Skive igen prøve at besejre Brøndby, og kulissen var sat med hele 3.720 personer på stadion. 1. halvleg blev fløjet af med stillingen 0-0, men omkring 8 minutter efter pausen scorede Brøndbys Samuel Mraz til 0-1, det skulle vare indtil det 81. minut, hvor Mikkel Jespersen sparker bolden i kassen til stillingen 1-1 og det betød forlænget spilletid. i 109. minut udbrød en af de største jubler på Hancock Arena i nyere tid, da Emil Søgaard fik en perfekt timet stikning og sendte bolden i kassen til stillingen 2-1. Jublen skulle dog ikke vare længe for Skive-supportere, da Skive befandt sig bagud 2-3 blot 5 minutter senere på mål af Andreas Maxsø, og Lasse Vigen Christensen, det skulle også blive slutresultatet og derved måtte Skive se sig slået ud af pokalturneringen.
Skive kan dog prale med en ting, for første gang i turneringens histories er topscoreren altså en Skive-Spiller mere præcist Jeppe Mogensen, og de kom tilmed i samme kamp nemlig 16-1 sejren over Lystrup.

## Info

### Trænerstab
| Sportslig Stab - Cheftræner: Martin Thomsen - Assistent Træner: Christian Flindt Bjerg - Målm.træner: Steven Lowe - Sportschef: Rasmus Brandhof |  | Sundhedsstab - Fysioterapeut: Henrik Nissen |  | Øvrig Stab - Chefholdleder: Jesper Andersen - Depotansvarlig: Flemming Tang - Teammanager: Kenneth Friis |  |

### Administration
- Direktør: Bodil Busk

### Stadion
- Hancock Arena
- Kapacitet: 10.000.
- Hvoraf 523 er overdækket.
- Banestørrelse: 105 X 68 m.
- Lysanlæg: 500 lux, godkendt til TV kampe i Nordicbet Ligaen.

### Tilskuere
Rekord
- 10.000 på Skive Stadion 19. maj 1955 (Oprykningskamp mod Viborg FF)

## Spillertrup
| Målmænd                                       | Forsvarsspillere | Midtbanespillere | Angribere |
| --------------------------------------------- | --- | --- | --- |
| - 1 Nicolai Christensen - 30 Alexander Kostow | - 4 Viktor Hjorth - 5 Frederik Fisker Nielsen - 12 Jacob Vetter - 15 Emil Nymann - 2 Frederik Warrer - 3 Samuel Juel - 22 Lukas Wagner - 47 Quoc Minh Truong - 16 Nikolaj Ellegaard | - 8 Nicolai Dohn - 6 Mathias Nedergaard - 23 Oliver K. Østergaard - 11 Mads Jørgensen - 5 Mads Christiansen - 17 Oliver Amby - 10 Christian Kudsk - 20 Zifarlino Nsoni - 38 Daniel Søgaard - 19 Marco Vesterholm | - 9 Dieudonne Yao - 23 Oliver Östergaard - 24 Simon Jensen - 12 Rasmus Breiner - 25 Mwila Manasse - 8 Gustav Callø - 14 Frederik Sloth |

Oversigt sidst opdateret: 24. mars 2025.

### Tilskuerstatistik
| Række        | Sæson      | Kampe | Hjemme | Hjemme gns. pr. kamp | Total hjemme/ude |
| ------------ | ---------- | ----- | ------ | -------------------- | ---------------- |
| 2. Div. Vest | Forår 95   | 14    | 2470   | 353                  | 5750             |
| 2. Div. Vest | Efterår 95 | 14    | 2280   | 326                  | 4350             |
| 2. Div. Vest | Forår 96   | 14    | 1725   | 246                  | 3895             |
| 2. Div. Vest | Efterår 96 | 14    | 3270   | 467                  | 5235             |
| 2. Div. Vest | Forår 97   | 14    | 3275   | 468                  | 6935             |
| 2. Division  | 1997/98    | 30    | 4805   | 320                  | 10480            |
| 2. Division  | 1998/99    | 30    | 6975   | 465                  | 12600            |
| 2. Division  | 1999/00    | 30    | 10055  | 670                  | 16905            |
| 1. Division  | 2000/01    | 30    | 11057  | 737                  | 24782            |
| 1. Division  | 2001/02    | 30    | 8284   | 552                  | 17978            |
| 2. Division  | 2002/03    | 30    | 8578   | 572                  | 15663            |
| Ingen data*  |            |       |        |                      |                  |
| 1. Division  | 2008/09    | 28**  | 14152  | 1088                 | N/A              |
| 1. Division  | 2009/10    | 30    | 13073  | 872                  | 32.589           |
| 1. Division  | 2010/11    | 30    | 15349  | 1021                 | 41.793           |
| 1. Division  | 2011/12    | 26    | 13433  | 1028                 | 37.079           |
| 1. Division  | 2012/13    | 32*** | 12536  | 785                  | 36.716           |
| 2. Div. Vest | 2013/14    | 30    | 11.242 | 749                  | 16.387           |
| 1. Division  | 2014/15    | 33    | 16.387 | 996                  | 49.913           |
| 1. Division  | 2015/16    | 33    | 8.777  | 585                  | 35.990           |
| 1. Division  | 2016/17    | 33    | N/A    | 773                  | 27.668           |
| 1. Division  | 2017/18    | 33    | N/A    | 610                  | 28.200           |
| 2. Division  | 2018/19    | 33    | N/A    | 589                  | 15.393           |
| 1. Division  | 2019/20    | 33    | N/A    | 630                  | 21.523           |

Note* Tilskuerdata for sæsonerne 2003/2004 til 2007/2008 forefindes desværre ikke.

Note** I sæsonen 08/09 blev 2 af Skive IKs hjemmekampe ikke afviklet pga. konkurser i Køge BK og FC Amager

Note*** I sæsonen 12/13 blev 1 af Skive IKs udekampe ikke afviklet pga. konkurs i FC Fyn

## Spillerhæder

### De største profiler
- Jens Johansen
- Jan Bartram
- Dennis Rasmussen
- Rasmus Würtz
- Christian Lundberg
- Thomas Dalgaard
- Dustin Corea - den første A-landsholdsspiller (El Salvador) udtaget, mens han spillede for Skive

- 1. holdskamprekord: Jørgen Christensen 363 kampe

### Årets spiller
| År   | Årets spiller         |
| ---- | --------------------- |
| 2019 | Mikkel Jespersen      |
| 2018 | Emil Søgaard          |
| 2017 | Mathias "MP" Pedersen |
| 2016 | Frederik Brandhof     |
| 2015 | Jens Berthel Askou    |
| 2014 | Mikkel Cramer         |
| 2013 | Jesper Nielsen        |
| 2012 | Jesper Nielsen        |
| 2011 | Ayinde Jamiu Lawal    |
| 2010 | Martin Thomsen        |
| 2009 | John Dyring           |
| 2008 | Lasse Ankjær          |
| 2007 | Denni Patschinsky     |
| 2006 | Dennis Rasmussen      |
| 2005 | Dennis Rasmussen      |
| 2004 | Jens Nielsen          |
| 2003 | Rune Bach             |
| 2002 | Peter Bechmann        |
| 2001 | Rasmus Würtz          |
| 2000 | Carsten Riisgaard     |
| 1999 | Jan Larsen            |
| 1998 | Søren Borup           |
| 1997 | Søren Borup           |
| 1996 | Jan Rasmussen         |

## Ekstern kilde/henvisning
- Wikimedia Commons har flere filer relateret til Skive Idræts Klub
- Skive IKs officielle hjemmeside